# 군위역
군위역(Gunwi station, 軍威驛)은 대구광역시 군위군 의흥면 연계리에 있는 중앙선의 철도역이다.
군위군 산성면과 우보면으로 지나갔던 중앙선 철로가 의흥면 파전리 방향으로 이설됨에 따라 폐역된 화본역, 우보역, 봉림역을 통합하여 대체하는 철도역으로, 2024년 12월 20일에 개업하여 정식 운영을 시작했다.
이 역에는 여객열차가 1일 4회 들어오는데, 동대구 - 중앙선 - 동해 무궁화호(2회)와 청량리 - 중앙선 - 부전 ITX-마음(2회) 열차가 정차한다. 동해 - 중앙선 - 부전 무궁화호는 역 개업 직후에 잠시 운행하다가, 2025년 1월 1일부터 영주역으로 단축되어 군위역에 들어오지 않는다.

## 위치
폐역된 우보역처럼 면의 중심지와 역사 간의 거리가 멀다. 역사는 의흥면사무소가 있는 중심가(읍내리)에서 남동쪽인 삼국유사면 화수리 방향으로 다소 떨어져 있다. 군위읍에서는 완전히 정반대편에 있으며, 이 역에서 군위읍으로 가려면 군위읍 남쪽의 효령면 성리 간동삼거리를 통해 효우로로 진입하여 우보면과 효령면 일대의 지방도 제919호선과 28번 국도를 거쳐야 한다. 연계1리새마을회관에서 군위역과 원산리를 통해 화본역 북쪽의 산성면 화전리로 가는 연결 도로(군도)가 2024년 8월에 개통되었다. 도로는 의흥면 연계리의 28번 국도와 이어져 있다.
역이 생기면서 화수리 방향 버스 노선도 군위역을 거쳐 가는 것으로 바뀌었으며, 1일 4회 운행하는 대구 급행9-2번도 군위역에 들어온다. 다만 급행9-2번은 군위역에서 원산리 및 화전리로 연결되는 군도가 아닌, 파전리와 의흥면사무소를 통해 화전리로 운행한다.

## 연혁
- 2024년 9월 27일: 국토교통부 사업용 철도노선 고시에 의한 신설[2]
- 2024년 12월 18일: 준공[3]에 따라 무궁화호, ITX-마음 운행 개시
- 2025년 12월 : KTX-이음 운행 개시 (예정)

## 승강장
| ↑ 의성 |
| \| 2   |
| 영천 ↓ |

| 1 | 중앙선 | ITX-마음 · 무궁화호 | 동대구 · 부전 방면 |
| 2 | 중앙선 | ITX-마음 · 무궁화호 | 동해 · 청량리 방면 |

## 역 주변
- 연계보건진료소
- 연계1리 새마을회관
- 이화양돈영농조합법인
- 위천캠핑장
- 구. 연계버스정류소 (폐쇄)[4]

## 같이 보기
- 화본역
- 우보역
- 봉림역

## 인접한 역
| 중앙선           | 중앙선          | 중앙선           |
| ---------------- | --------------- | ---------------- |
| 의성 청량리 방면 | ITX-마음 중앙선 | 영천 부전 방면   |
| 의성 동해 방면   | 무궁화 영동선   | 하양 동대구 방면 |